# Teken van Chadwick
Het teken van Chadwick is een blauwe verkleuring van de cervix, vagina en vulva als gevolg van veneuze congestie. Het is een vroeg kenmerk van zwangerschap en treedt reeds zes tot acht weken na de conceptie op.
De kleurveranderingen werden rond 1836 voor het eerst ontdekt door de Franse dokter Etienne Joseph Jacquemin (1796-1872) en door een zekere Duitse arts Kluge. Het teken is echter vernoemd naar de Amerikaanse gynaecoloog James Read Chadwick (1844-1905), die als eerste zijn bevindingen publiceerde in 1887. Hij beschreef de transitie van een roze kleur bij niet-zwangeren via violet in vroege zwangerschap en blauw in latere zwangerschap tot bijna zwart bij à terme zwangeren.